# 12.º Jamboree Mundial Escoteiro
O 12.º Jamboree Escoteiro Mundial foi realizado de 31 de julho a 9 de agosto de 1967, e foi realizado nos Estados Unidos no Parque Estadual de Farragut, nas montanhas rochosas de Idaho. Foi o segundo Jamboree Escoteiro Mundial a ocorrer na América do Norte.

## História
Com o tema For Friendship (Pela Amizade), o 12.º Jamboree Mundial atraiu 12.011 escoteiros de 105 países. Este último incluía escoteiros da Somália, e 1.300 representantes do Reino Unido, o maior contingente de escotismo de fora da América do Norte. Para os escoteiros britânicos, vestidos com seus novos uniformes, foi um destaque para o Ano do Jubileu de Diamante. Outros países representados incluem Canadá, França, Indonésia, Jamaica, Filipinas e Suécia.
Entre os visitantes ilustres estiveram o World Chief Guide Olave Baden-Powell, o ator James Stewart e vice-presidente dos Estados Unidos, Hubert Humphrey. Características memoráveis do Jamboree incluíram a reconstrução do acampamento da Ilha de Brownsea em Baden-Powell, shows em arena, Skill-o-Rama, trilha de aventura, a área de pesca especialmente abastecida e passeios de barco e outras atividades aquáticas no Lago Pend Oreille, além de um visita a um rodeio e uma repetição do Amizade Wide Game apresentado no 11.º Jamboree Mundial Escoteiro em 1963.